# Jean-Jules Chasse-Pot
Pour l’article ayant un titre homophone, voir Chassepot.
Jean-Jules Chasse-Pot (pseudonyme de Paul Rancillac) est un sculpteur français né le 22 avril 1933 à Paris 14e et mort le 13 juillet 2010 à Paris 11e,.

## Biographie
Il fit le choix de prendre Jean-Jules Chasse-pot comme pseudonyme car il ne pouvait s'appeler Rancillac, son frère Bernard Rancillac, un peintre très connu, utilisait déjà ce nom.

« Chassepot » est le nom d'une arme et plus précisément d’un fusil. Jean-Jules était aussi un pseudonyme, son vrai prénom étant Paul. 

Il  fit des études classiques et artistiques, notamment des études de céramiste, à l’école des Métiers d'art, école qui se trouvait à l'époque dans un hôtel particulier du Marais, qui est devenu le musée Picasso. Après ses études, il fit son service militaire (28 mois), et lorsqu'il revint, il fit un stage chez un ébéniste. Ensuite sa femme et lui devinrent antiquaires et ils réparaient des meubles. C'est à partir de 1968 qu'il a décidé de se consacrer à l'art de la sculpture. Sa femme l'aidait de temps en temps, contrairement à son frère, Bernard, chacun travaillant de son côté.
Le matériau qu’il utilisait le plus souvent était le papier mâché parce que c’est un matériau peu coûteux, au même titre que le bois qu’il utilisait auparavant pour certaines de ses sculptures.
Il créa ainsi une société de personnages affublés des attributs du petit-bourgeois, clercs de notaires, soldats caricaturaux, énigmatiques. Il a fait quelques portraits, rendant hommage par la même occasion à Daniel Cohn-Bendit, en 1969-1970.
Il puisait ses inspirations dans divers éléments : tels que les anciens jouets (soldat de plomb etc.), les vieilles photos de ses ancêtres, trouvées dans le grenier de la maison familiale en Haute-Loire, etc. Son atelier se trouvait à Clamart.
 « Je voudrais- j'ose le mot - qu'elles soient « bêtes » mes sculptures, et c'est, sans doute, pour cela que, depuis quinze ans, je ne fais que des figures, toujours les mêmes car, de même que mon chien n'est attiré que par les autres chiens, je ne suis, moi, « tenté » que par la tête et l'allure de mes semblables. » 
Jean-Jules Chasse-Pot

## Expositions personnelles récentes
- 1994 : Paris, FIAC, Galerie Fanny Guillon-Laffaille, « Exposition Personnelle ».
- 1995 : Bruxelles, Galerie Michel Vokaer, « Chasse-Pot ».
- 1995 : Honfleur, Galerie CGB, « Identités d'Été ».
- 1997 : Chasse-Pot Musée Campredon Art et Culture, L'Isle-sur-Sorgue.

## Œuvres dans les collections publiques
- Fonds national d'art contemporain, Paris.
- FRAC, Île-de-France.
- Villeneuve-d'Ascq, Musée d'Art Moderne.
- Dunkerque, Lieu d'art et action contemporaine

## Réalisations monumentales
- CES Jean Perrin à Vitry-sur-Seine

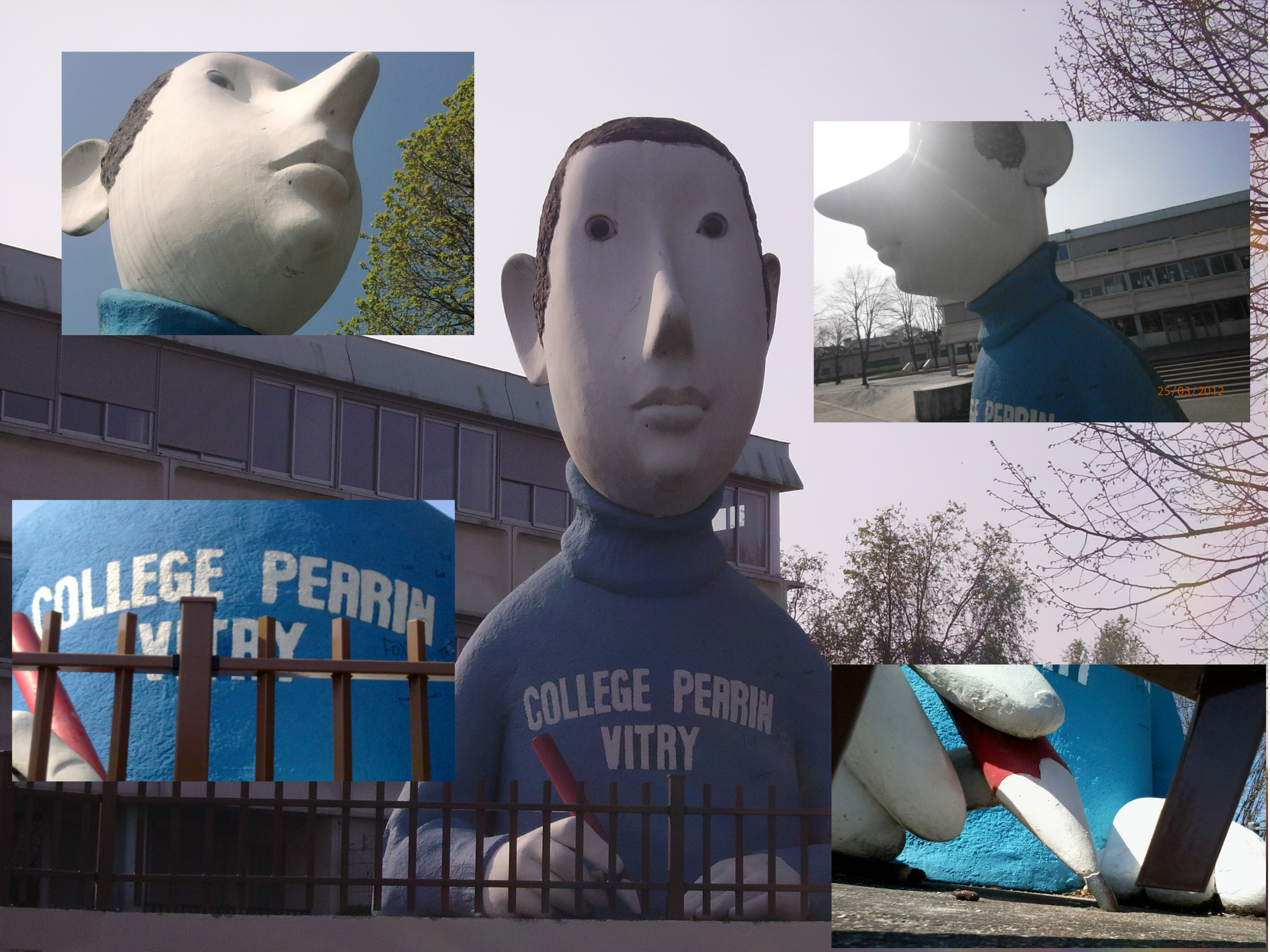
Photomontage présentant l'œuvre monumentale réalisé par Jean-Jules Chasse-Pot à l'entrée du Collège Jean Perrin à Vitry-sur-Seine

À l'entrée du collège Jean Perrin à Vitry-sur-Seine, en Île-de-France, un grand personnage haut de 5 mètres environ, représentant « un adolescent écrivant à sa table », accueille les élèves.
À l'angle des deux rues, se trouvent deux bustes d'enfants (un garçon et une fille) qui portent un cartable sur leur dos, tandis que des livres les séparent. Ils sont représentés face-à-face. Tout le long de la rue qui sépare « le grand personnage » des deux bustes d'enfants, se trouvent « une clôture en châtaignier ponctuée de massifs sur lesquels reposent des cartables d'écoliers ».
Le « grand personnage » a le corps en béton armé projeté et peint. Sa tête et ses mains sont en résine de polyester et ses yeux sont en plexiglas.
Les cartables sont, quant à eux, en béton moulé teinté et vernis. À l'intérieur ils sont creux, tandis que les livres de l'angle, sont en résine de polyester; les deux personnages sont en béton coloré et vernis.
Au début, le bâtiment est construit à partir d’un procédé industrialisé, dans lequel il n’était pas possible de réaliser une intégration des arts comme cela était souhaitable. Le choix de l’emplacement de la décoration s’est donc porté sur la clôture périphérique bordant les deux rues. L’architecte souhaitait mettre l’accent sur l’entrée principale, de manière à matérialiser et créer un symbole. À l’angle des deux rues (Audran et Planquette), il est apparu souhaitable de « marquer » ce carrefour par un élément monumental et signifiant. Il fallait donc réaliser une clôture-sculpture, adaptée au terrain mais aussi au site. D’autre part, l’architecte avait la volonté de ne pas créer seulement un simple « décor artistique », mais de faire en sorte que la présence de ces œuvres d’art donne à penser, qu’il y ait le réalisme de la présence humaine. Les œuvres de Chassepot correspondaient à ses motivations, c’est pourquoi il a fait ce choix.
Le seul obstacle était qu’il n’avait jamais, jusqu’à ce jour, réalisé une œuvre monumentale. Mais certaines de ses œuvres avaient prouvé qu’il remplissait les critères pour pouvoir créer ses œuvres in-situ, il ne restait donc qu’à régler les problèmes techniques.
Après de longues discussions, de nombreux croquis, de maquettes et de travail, l’artiste et l’architecte sont parvenus à trouver les sujets et les expressions actuelles.

François Girard, l’architecte chargé de « créer » le collège, résidant dans la même ville que le sculpteur; lui fit la proposition, dans le cadre des 1 % artistique (consacré pour la décoration du collège et compris dans le budget de l’architecte), de créer les œuvres, qui entourent actuellement le collège et qu’on peut venir admirer.